# Tribunal de Corts
El Tribunal de Corts és un òrgan judicial d'Andorra competent per a jutjar en primera instància els delictes majors i menors i les contravencions o faltes penals. Els delictes majors i menors són jutjats en composició col·legiada, i les faltes, en composició unipersonal. També resol les apel·lacions contra les resolucions dels batlles dictades en fase d'instrucció. El tribunal està format per un president i un mínim de quatre magistrats.
Fins al 1993, amb l'aprovació de la Constitució, el Tribunal de Corts tenia la consideració de Tribunal Suprem i, en conseqüència, jutjava en primera i única instància els delictes majors, i en segona i darrera els menors i les faltes. Estava format pels dos veguers, l'episcopal i el francès, i pel jutge d'apel·lacions en qualitat de magistrats. Aquests estaven acompanyats de dos representants del Consell General, els raonadors, que vetllaven per l'observança del costum i per la defensa dels encausats. També hi intervenien els batlles que havien actuat de jutges instructors, dos notaris i el nunci.